# 阿格罗诺姆 (阿拉万区)
阿格罗诺姆是吉尔吉斯斯坦奥什州阿拉万区下辖的一个村。根据2009年吉尔吉斯共和国人口普查，全村人口为769人。